# Вольфганг Єшке
Вольфганг Єшке (19 листопада 1936 року, Дечин, Чехословаччина — 10 червня 2015 року, Мюнхен) — німецький письменник і видавець наукової фантастики, зокрема наукової фантастичної серії в видавництві Гайне (Heyne Verlag, Мюнхен). Крім численних творів, він видав понад 100 антологій німецької наукової фантастики в Серії Фантастика Року (Das Science Fiction Jahr), що містять крім літературних відкриттів, також літературні есе та інтерв'ю з наукової фантастики.

## Біографія
Вольфганг Єшке народився в 1936, в Дечині, після 1945 року жив в Асперзі біля Людвігсбургу. Отримав середню освіту інструментальника і працював у машинобудуванні. У 1959 році закінчив згодом середню школу, а потім вивчав германістику, англійську мову та філософію в університеті Людвіга-Максиміліана в Мюнхені. Після цього стажувався в книжковому видавництві C. H. Beck'schen. У 1969 році Єшке отримав посаду помічника редактора в «Літературній енциклопедії» (Kindlers Literatur Lexikon), пізніше — редактора.
Коли 1970 року Герберт Франке, як один з авторів видавничої групи, запропонував видавництву науково-фантастичний роман, згадав про те, що Єшке займався протягом багатьох років науковою фантастикою, і попросив його, щоб зробити свої висновки. Звідси виникла серія «Фантастика для цінителів», яку видавав Єшке у видавництві Ліхтенберг, в якому з'явився не тільки роман Герберта Франке «Зона Нуль» (Zone Null), але і власна збірка Єшке з коротких оповідань «Збірка Часу» (Der Zeiter). У серії кілька значних авторів, які перед цим видавалися лише в буклетах у м'яких обкладинках, були вперше в Німеччині видані у повному форматі. Це такі автори, як Роберт Сілверберг, Томас Діш і Браян Олдіс. Коли наприкінці 1972 року звільнилась посада лектора з наукової фантастики та видавця у в видавництві Гейне (Heyne-Verlag), посаду зайняв Єшке — спочатку разом з Хербертом В. Франке (Herbert W. Franke), пізніше — як вільний, позаштатний співробітник. Успіх серії наукової фантастики і фентезі у видавництві Гейне спричинило за собою зростання кількості видань, так що Єшке 1978 року остаточно звільнився з Кіндлер, Єшке став виключно Лектором з наукової фантастики у видавництві Гейне. Після того, як у 1979 році Франке пішов з видавництва, Єшке залишився єдиним відповідальним редактором у видавництві і залишався їм до 2002 року, коли пішов на пенсію. До самої смерті він жив у Мюнхені і видавав як і раніше разом з Сашею Мамчак (Sascha Mamczak) альманах Das Science Fiction Jahr. Вольфганг Єшке помер 10 червня 2015 року в Мюнхені.

## Праці
Вже з 1950-х років Єшке цікавився науковою фантастикою і став одним з перших членів заснованого в 1955 році Клубу Наукової Фантастики Німеччини (SFCD). Перші його оповідання з'явилися в фан-журналах і напівпрофесійних виданнях, і разом з Пітером Ногою, видав також свій власний фензин. За роки своєї діяльності як редактора і видавця Єшке почав менше писати, так що його робота залишалася порівняно вузькою. Однак була відмічена багатогранність і досконалість його творів. Характерними рисами його науково- фантастичних творів є щільності атмосфери, досконале написання сценаріїв, тонкі психологічні аспекти героїв і тема «подорожі в часі» у всіх варіаціях. При цьому він також нехтує умовностями оповідання і монтує разом фіктивні документи (документи про стан країни до спустошення) або пред'являє списка, який складається також з вигаданих подій (Die cusanische Acceleratio). Його перший Роман" Останній день творіння" (нім. Der letzte Tag der Schöpfung) багато разів перевидавався, і продовжує видаватись; він зображує спробу виправити історію, і її грандіозний Провал. Єшке виступав також як автор радіоспектаклів, причому деякі з них були зроблені також як оповідання.

## Літературна критика
Що можна сказати в анотації до прямолінійного і напруженого зарядженого трилеру без гачків і петельок, лише те, що перед нами постав Роман у тонкій літературній формі, розрахований не на уявні ефекти, роман великої гуманістичної заклопотаності. В романі підіймається реальна тема: як люди експлуатуються, як люди мають справу з людьми. Питання, що являють собою насправді «реальні» люди, кидає на Єшке в геніальні ключові сцени …– Томас Тільзнер про «Мідас або воскресіння плоті»
Романтична суміш з екзотики, скепсису притаманного цивілізації, та меланхолічної та водночас ефективної символіки — все це і створює основний настрій книги. Вольфганг Єшке є одним з небагатьох сучасних німецьких авторів, які у своїх науково — фантастичних творах вміють викликати почуття подиву, цілком навіть з тої доріжки ескапізму, яке, тим не менше гумовими шнурами прив'язано до дійсності. Цілком аналогічно створив він в свій час — вільно структуруючи та розповідаючи цілком оптимістично — це земля Осіріса, яка є в «Останньому дні творіння»… такі ж далекоглядні конструкції і сцени." — Ерік Сімон про «Очі Меамона» (Meamones Auge)

## Публікації

### Романи
- 1981: «Останній день творіння» («нім. Der letzte Tag der Schöpfung»)Heyne, München, ISBN 3-453-52121-8, Taschenbuchausgabe 1985 mit einem Vorwort von Brian W. Aldiss, ISBN 3-453-31134-5
- 1989: Midas oder Die Auferstehung des Fleisches. Heyne, München, ISBN 3-453-06228-0.
- 1997: Meamones Auge. Heyne, München, ISBN 3-453-08461-6.
- 1997: Osiris Land Heyne, München (Erstausgabe 1982 als Privatdruck), ISBN 3-453-12823-0
- 2005: «Гра Кусануса» («нім. Das Cusanus-Spiel»). Droemer, München, ISBN 3-426-19700-6; Taschenbuchausgabe bei Droemer Knaur, München 2008, unter dem Titel: Das Cusanus-Spiel, oder Ein abendländliches Kaleidoskop. ISBN 3-426-63958-0.
- 2013: Dschiheads. Heyne, München, ISBN 978-3-453-31491-7

Переклади іноземними мовами:
- Французька
  - 1981 Le Dernier Jour de la Création (Der letzte Tag der Schöpfung)
  - 2008 Le Jeu de Cuse (Das Cusanus-Spiel) — ISBN 2-84172-416-6
- Англійська
  - 1982 The Last Day of Creation (UK/USA) — ISBN 0-7126-0042-6 / ISBN 0-312-47061-4 (Der letzte Tag der Schöpfung)
  - 1985 The Land of Osiris (USA, in Isaac Asimov's Science Fiction Magazine, Mar 1985) (Osiris Land)
  - 1990 Midas (UK) — ISBN 0-450-50937-0 (Midas oder Die Auferstehung des Fleisches)
  - 2014 The Cusanus Game (Das Cusanus-Spiel) — ISBN 978-0-7653-1909-8
- Угорська
  - 1990 A Teremtés utolsó napj (Der letzte Tag der Schöpfung)
  - 1997 Ozirisz országa (Osiris Land)
  - 1999 Midas/Meamone szeme (Midas oder Die Auferstehung des Fleisches und Meamones Auge in einem Band)
  - 2008 A Cusanus-játszma (Das Cusanus-Spiel, in zwei Bänden)

### Збірки оповідань
- 1970 Der Zeiter, erweiterte Neuauflage 1978 — ISBN 3-926126-65-5
- 1993 Schlechte Nachrichten aus dem Vatikan — ISBN 3-453-06605-7

вибрані оповідання в трьох томах (видавництво Shayol)
1. 2006 Der Zeiter, überarbeitete und erweiterte Neufassung, mit einem Vorwort von Andreas Eschbach — ISBN 978-3-926126-65-8
2. 2008 Partner fürs Leben, Vorwort von Franz Rottensteiner, enthält Meamones Auge und bisher nicht in Buchform publizierte Erzählungen — ISBN 978-3-926126-78-8
3. 2011 Orte der Erinnerung, Vorwort von Herbert W. Franke — ISBN 978-3-926126-91-7

### Радіопостановки
- 1975: Der König und der Puppenmacher
- 1984: Wir kommen auf Sie zu, Mister Smith. Regie: Alexander Malachovsky, BR, 9 Min.
- 1985: Sibyllen im Herkules, oder Instant Biester
- 1988: Jona im Feuerofen, oder Das versehrte Leben
- 1989: Cataract
- 1991: Midas, oder Die Auferstehung des Fleisches
- 1993: Der Wald schlägt zurück

### Оповідання
- 1959 Supernova, auch Der Riß im Berg, in Utopia Magazin, Nr. 23
- 1957 Welt ohne Horizont, in Thomas Landfinder (Hrsg.): Welt ohne Horizont
- 1957 Der Türmer, in Henry Bings (Hrsg.): Lockende Zukunft
- 1958 Zwölf Minuten und einiges mehr
- 1959 Die Anderen, in Jürgen vom Scheidt (Hrsg.): Das Monster im Park
- 1960 Sirenen an Ufern, in: Mario Kwiat (Hrsg.): Amateur Science Fiction Stories
- 1960 Unweit Toulouse, auch Tore zur Nacht
- 1961 Der König und der Puppenmacher, in Munich Round-Up, Nr. 43 (Beilage)
- 1961 Pater Ramseys Totenmessen, in Munich Round-Up, Nr. 56 (Beilage)
- 1974 I Love Bombay 1980 (Gedicht)
- 1975 Denkmodelle (Gedicht)
- 1976 Seveso (Gedicht)
- 1976 Sterne (Gedicht)
- 1976 Aufbruch (Gedicht)
- 1979 Begegnung, in Gedankenkontrolle (o. Hrsg., Das Neue Berlin, Auszug aus Unweit Toulouse)
- 1980 Nackt zum Gipfel, auch Yeti, in Playboy, Nr. 4/1980
- 1980 Anachronismen, oder Die Flöte des heiligen Veit, in: Frank Flügge (Hrsg.): Utopia. SFCD-Sonderdruck 2/1980 (Auszug aus Der letzte Tag der Schöpfung)
- 1981 Dokumente über den Zustand des Landes vor der Verheerung, in Science Fiction Story Reader 15
- 1982 Osiris Land, in Arcane (hrsg. zus. mit Helmut Wenske)
- 1983 Wir kommen auf Sie zu, Mr. Smith, in Dieter Hasselblatt (Hrsg)
- 1984 Sybillen im Herkules oder Instant Biester
- 1985 Nekyomanteion, in Science Fiction Jubiläumsband — Das Lesebuch
- 1988 Jona im Feuerofen oder Das versehrte Leben
- 1989 Nachrichten von Lebenden und Toten
- 1988 The Mississippi Straightforward Society
- 1993 Es lebe der Wald
- 1993 Happy Birthday, dear Alice! Happy Birthday, dear Anne!
- 1993 Schlechte Nachrichten aus dem Vatikan
- 1995 Partner fuers Leben
- 1997 Die Reise einer Zeitmaschine
- 1999 Die Cusanische Acceleratio[11], in Erik Simon (Hrsg.): Alexanders langes Leben, Stalins früher Tod
- 2001 Allah akhbar — And So Smart Our NLWs
- 2004 Das Geschmeide[12], in: Andreas Eschbach (Hrsg.): Eine Trillion Euro
- 2005 Lucia

Також англійською мовою:
- 1970 The King and the Dollmaker
- 1975 A Little More Than Twelve Minutes
- 1980 Yeti
- 1983 Haike the Heretic's Writings
- 1984 Loitering at Death's Door

### Нехудожня література
- 1980 Lexikon der Science Fiction Literatur, 2 Bände. Mit Hans Joachim Alpers, Werner Fuchs und Ronald M. Hahn, Heyne Verlag, ISBN 3-453-01063-9 / ISBN 3-453-01064-7
- 1988 Lexikon der Science Fiction Literatur, erweiterte und aktualisierte Neuausgabe in einem Band. Mit Hans Joachim Alpers, Werner Fuchs und Ronald M. Hahn, Heyne Verlag, ISBN 3-453-02453-2
- 2003 Marsfieber. Mit Rainer Eisfeld, Droemer Knaur Verlag, ISBN 3-426-27288-1

## Видавнича діяльність

### Антології
- 1971 Planetoidenfänger, ISBN 3-7852-2006-5
- 1971 Die sechs Finger der Zeit, ISBN 3-453-30354-7
- 1977 Die große Uhr, ISBN 3-453-30434-9
- 1978 Im Grenzland der Sonne, ISBN 3-453-30498-5
- 1979 Spinnenmusik, ISBN 3-453-30559-0
- 1979 Der Tod des Dr. Island, ISBN 3-453-30593-0
- 1980 Aufbruch in die Galaxis, ISBN 3-88010-074-8
- 1980 Eine Lokomotive für den Zaren. ISBN 3-453-30629-5
- 1981 Feinde des Systems, ISBN 3-453-30707-0
- 1982 Arcane, ISBN 3-453-30856-5 (mit Helmut Wenske)
- 1984 Die Fußangeln der Zeit, auch: Die Gehäuse der Zeit, ISBN 3-453-31019-5 (mit Karl Michael Armer)
- 1985 Venice 2, ISBN 3-453-31174-4
- 1985 Fantasy, ISBN 3-453-37005-8
- 1985 Die Gebeine des Bertrand Russell, ISBN 3-453-31000-4
- 1985 Das Auge des Phönix, ISBN 3-453-31223-6
- 1985 Zielzeit, ISBN 3-453-31093-4 (mit Karl Michael Armer)
- 1985 Science Fiction Jubiläumsband, ISBN 3-453-31113-2
- 1986 Das digitale Dachau, ISBN 3-453-31116-7
- 1986 Das Gewand der Nessa, ISBN 3-453-31057-8
- 1986 Entropie. ISBN 3-453-31236-8
- 1986 Langsame Apokalypse, ISBN 3-453-31319-4
- 1987 Schöne nackte Welt, ISBN 3-453-31375-5
- 1987 L wie Liquidator, ISBN 3-453-00419-1
- 1988 Wassermans Roboter, ISBN 3-453-02768-X
- 1988 Second Hand Planet, ISBN 3-453-00995-9
- 1989 Papa Godzilla, ISBN 3-453-03152-0
- 1989 An der Grenze, ISBN 3-453-03475-9
- 1989 Frohes Fest. 13 grausige Bescherungen, ISBN 3-453-03900-9 (mit Uwe Luserke)
- 1990 Johann Sebastian Bach Memorial Barbecue, ISBN 3-453-04279-4
- 1990 Mondaugen, ISBN 3-453-03914-9
- 1991 Das Blei der Zeit, ISBN 3-453-04996-9
- 1991 Die wahre Lehre, nach Micky Maus, ISBN 3-453-04487-8
- 1991 Frohes Fest, ISBN 3-453-05369-9 (mit Uwe Luserke)
- 1992 Der Fensterjesus, ISBN 3-453-05396-6
- 1992 Die Rückkehr der Göttin, ISBN 3-453-06236-1 (mit Henry Rider Haggard)
- 1993 Neuland, ISBN 3-453-06227-2 (mit Karl-Michael Armer)
- 1993 Die Zeitbraut, ISBN 3-453-06210-8
- 1994 Lenins Zahn und Stalins Tränen, ISBN 3-453-06627-8
- 1995 Partner fürs Leben, ISBN 3-453-08573-6
- 1996 Die Verwandlung, ISBN 3-453-10935-X
- 1996 Riffprimaten. ISBN 3-453-09454-9
- 1997 Die säumige Zeitmaschine. ISBN 3-453-11905-3
- 1998 Die letzten Bastionen, ISBN 3-453-12659-9
- 1998 Die Vergangenheit der Zukunft, ISBN 3-453-13337-4
- 1998 Star Trek Timer 1998, ISBN 3-453-13369-2 (mit Ralph Sander)
- 1999 Winterfliegen, ISBN 3-453-13985-2
- 1999 Das Proust-Syndrom, ISBN 3-453-14886-X
- 2000 Fernes Licht, ISBN 3-453-17117-9
- 2000 Das Jahr der Maus, ISBN 3-453-15651-X
- 2001 Ikarus 2001 — Best of Science Fiction, ISBN 3-453-17984-6
- 2002 Ikarus 2002 — Best of Science Fiction, ISBN 3-453-19669-4
- 2002 Das Wägen von Luft, ISBN 3-453-16177-7
- 2002 Reptilienliebe, ISBN 3-453-17113-6
- 2002 Auf der Straße nach Oodnadatta, ISBN 3-453-18780-6

## ТВ-Програми (вибірково)
- 1999/2000 Science-Fiction und Theologie, 160 min, vierteilig, BR.
- 2001 Perry Rhodan — Eine literarische Fiktion zukünftiger Raumfahrt, 30 min, BR Alpha.
- 2001 Science-Fiction-Literatur — Spiegel moderner Mythen und Weltbilder (1): …phantastisch?, 30 min, BR Alpha.
- 2001 Science-Fiction-Literatur — Spiegel moderner Mythen und Weltbilder (2): …irdisch?, 30 min, BR Alpha.
- 2001  Science-Fiction-Literatur — Spiegel moderner Mythen und Weltbilder (3): …extraterrestrisch?, 30 min, BR Alpha.
- 2001 Science-Fiction-Literatur — Spiegel moderner Mythen und Weltbilder (4): …neomythisch?, 30 min, BR Alpha.
- 2002 Mene, mene tekel upharsin — Der mahnende Zeigefinger der Science-Fiction-Literatur, 15 min, BR Alpha.
- 2006 Der dunkle Rest — Bauplan für ein Universum, 30 min, BR Alpha.
- 2006 Rechengenie im Würfel — Bundeshöchstleistungsrechner SGI Altix 4700, 30 min, BR Alpha.
- 2008 Extraterrestrische Physik — Forschen im unsichtbaren Licht, 30 min, BR Alpha.

## Винагороди
Вольфганг Єшке отримав Премію Курта Ласвіца за:
- Lexikon der Science Fiction Literatur. Sonderpreis 1980 mit Hans Joachim Alpers, Werner Fuchs und Ronald M. Hahn
- Der letzte Tag der Schöpfung. bester Roman 1981
- Midas oder Die Auferstehung des Fleisches. bester Roman 1989
- Dokumente über den Zustand des Landes vor der Verheerung. beste Erzählung 1981
- Osiris Land. beste Erzählung 1982
- Nekyomanteion. beste Erzählung 1984
- Schlechte Nachrichten aus dem Vatikan. beste Erzählung 1993
- Partner fürs Leben. beste Kurzgeschichte 1996
- Jona im Feuerofen. bestes Hörspiel 1988
- als Förderer der deutschen SF und Herausgeber des Heyne Science Fiction Magazins. Sonderpreis 1981
- Das Science Fiction Jahr. Sonderpreis 1987
- die Förderung der SF-Kurzgeschichte und seine Herausgeberschaft des Jahrbuchs Das Science Fiction Jahr. Sonderpreis 1996
- Die Cusanische Acceleratio. beste Kurzgeschichte 1999
- sein Lebenswerk und seine Verdienste um die SF in Deutschland. Sonderpreis 2001 als Autor, Herausgeber und Förderer der Science Fiction
- Allah akbar And So Smart Our NLWs. beste Kurzgeschichte 2001
- Das Geschmeide. beste Kurzgeschichte 2004
- Das Cusanus-Spiel. bester Roman 2006
- Dschiheads. bester Roman 2014

Німецьку науково-фантастичну премію отримав за
- Nekyomanteion. beste Kurzgeschichte 1986
- Schlechte Nachrichten aus dem Vatikan. beste Kurzgeschichte 1993
- Das Cusanus-Spiel. bester Roman 2006
- Orte der Erinnerung. beste Kurzgeschichte 2011
- Dschiheads. bester Roman 2014